# یواس‌اس دنیل وبستر (اس‌اس‌بی‌ان-۶۲۶)
یواس‌اس دنیل وبستر (اس‌اس‌بی‌ان-۶۲۶) (به انگلیسی: USS Daniel Webster (SSBN-626)) یک زیردریایی بود که طول آن ۴۲۵ فوت (۱۳۰ متر) بود. این زیردریایی در سال ۱۹۶۳ ساخته شد.